# Rosetta Pampanini
Rosetta Pampanini (ur. 2 września 1896 w Mediolanie, zm. 2 sierpnia 1973 w Corboli) – włoska śpiewaczka operowa, sopran.

## Życiorys
Studiowała w Mediolanie u Emmy Malajoli, na scenie zadebiutowała w 1920 roku w Teatro Nazionale w Rzymie rolą Micaëli w Carmen Bizeta. W 1925 roku debiutowała na deskach mediolańskiej La Scali w tytułowej roli w Madame Butterfly Pucciniego pod batutą Arturo Toscaniniego. Występowała m.in. w Teatro Colón w Buenos Aires (1926), Covent Garden Theatre w Londynie (1928–1929 i 1933), Staatsoper w Berlinie (1929), Operze Wiedeńskiej (1930) i Opéra de Paris (1935). W 1943 roku zakończyła karierę sceniczną i poświęciła się pracy pedagogicznej.
Dysponowała sopranem lirycznym o wysokim rejestrze. Zdobyła sobie sławę jako odtwórczyni ról w operach Giacoma Pucciniego: Manon w Manon Lescaut, Cio-Cio-San w Madame Butterfly, Mimi w Cyganerii.